# Piero Campelli
Piero Campelli (ur. 20 grudnia 1893 w Mediolanie, zm. 20 października 1946 w Mediolanie) – włoski piłkarz występujący na pozycji bramkarza, reprezentant kraju, olimpijczyk ze Sztokholmu 1912 i Antwerpii 1920.

## Życiorys
Urodził się w Mediolanie. Przez całą karierę był związany w zespołem Interu Mediolan. W czasie kariery rozegrał 179 spotkań. W 1910 i 1920 roku zdobył tytuł mistrza kraju. Grał także w reprezentacji w latach 1912-1921. W 1912 był członkiem był członkiem zespołu na igrzyska olimpijskie w Sztokholmie. Wystąpił w jednym spotkaniu. Grał także w 1920 na igrzyskach olimpijskich w Antwerpii. Wraz zespołem w 1920 roku zajął 4 miejsce.